# Пабло Себастьян Альварес
Пабло Себастьян Альварес (ісп. Pablo Sebastián Álvarez, нар. 17 квітня 1984, Сан-Мартін) — аргентинський футболіст, що грав на позиції правого захисника за низку аргентинських клубних команд, італійську «Катанію» та іспанський «Реал Сарагоса».

## Ігрова кар'єра
Народився 17 квітня 1984 року в місті Сан-Мартін. Вихованець юнацьких команд футбольних клубів «Архентінос Хуніорс» та «Бока Хуніорс». У дорослому футболі дебютував 2003 року виступами за основну команду останнього клубу, в якій провів три сезони, отримуєчи дедалі більшого ігрового часу.
Згодом захищав кольори «Естудьянтеса». Провів за команду з Ла Плати понад два роки, після чого на початку 2008 року уклав контракт з італійською «Катанією». Протягом року зрідка виходив на поле у складі нової команди, після чого для здобуття ігрової практики був відправлений в оренду на батьківщину до «Росаріо Сентраль». Повернувшись з оренди влітку 2009 став основним правим захисником італійської команди, відігравши два повних сезони у такому статусі. На початку сезону 2011/12 втратив місце в основному складі «Катанії» і другу його половину проводив знову в оренді, цього разу в іспанському «Реал Сарагоса». Після завершення терміну оренди в Іспанії повернувся до команди з Катанії і відіграв за неї ще два сезони, провівши загалом у Серії A понад 100 ігор.
Залишивши «Катанію» півроку перебував без клубу, після чого приєднався до «Росаріо Сентраль», згодом продовжував грати на батьківзині, виступаючи до 2020 року за «Расінг» (Авельянеда), «Уракан» та «Арсенал» (Саранді).

## Статистика виступів

### Статистика клубних виступів
Станом на 7 квітня 2013
| Сезон                    | Команда                  | Чемпіонат                | Чемпіонат | Чемпіонат | Національний кубок | Національний кубок | Національний кубок | Континентальні кубки | Континентальні кубки | Континентальні кубки | Інші змагання | Інші змагання | Інші змагання | Усього | Усього |
| Сезон                    | Команда                  | Ліга                     | Ігор      | Голів     | Ліга               | Ігор               | Голів              | Ліга                 | Ігор                 | Голів                | Ліга          | Ігор          | Голів         | Ігор   | Голів  |
| ------------------------ | ------------------------ | ------------------------ | --------- | --------- | ------------------ | ------------------ | ------------------ | -------------------- | -------------------- | -------------------- | ------------- | ------------- | ------------- | ------ | ------ |
| 2003                     | «Бока Хуніорс»           | ПД                       | 1         | 0         | -                  | -                  | -                  |                      |                      |                      |               |               |               | 1      | 0      |
| 2004                     | «Бока Хуніорс»           | ПД                       | 4         | 0         | -                  | -                  | -                  | КЛ                   | 1                    | 0                    |               |               |               | 5      | 0      |
| 2005                     | «Бока Хуніорс»           | ПД                       | 13        | 0         | -                  | -                  | -                  |                      |                      |                      |               |               |               | 13     | 0      |
| Усього за «Бока Хуніорс» | Усього за «Бока Хуніорс» | Усього за «Бока Хуніорс» | 18        | 0         |                    |                    |                    |                      | 1                    | 0                    |               |               |               | 19     | 0      |
| 2006                     | «Естудьянтес»            | ПД                       | 16        | 1         | -                  | -                  | -                  |                      |                      |                      |               |               |               | 16     | 1      |
| 2007                     | «Естудьянтес»            | ПД                       | 30        | 1         | -                  | -                  | -                  |                      |                      |                      |               |               |               | 30     | 1      |
| січ. 2008                | «Естудьянтес»            | ПД                       | 14        | 0         | -                  | -                  | -                  | ПК                   | 2                    | 1                    |               |               |               | 16     | 1      |
| Усього за «Естудьянтес»  | Усього за «Естудьянтес»  | Усього за «Естудьянтес»  | 60        | 2         |                    |                    |                    |                      | 2                    | 1                    |               |               |               | 62     | 3      |
| січ.-черв. 2008          | «Катанія»                | A                        | 6         | 0         | КІ                 | 2                  | 0                  | -                    | -                    | -                    | -             | -             | -             | 8      | 0      |
| 2008–09                  | «Катанія»                | A                        | 5         | 0         | КІ                 | 2                  | 0                  | -                    | -                    | -                    | -             | -             | -             | 7      | 0      |
| січ.-черв. 2009          | «Росаріо Сентраль»       | ПД                       | 14        | 0         | -                  | -                  | -                  | -                    | -                    | -                    | -             | -             | -             | 14     | 0      |
| 2009–10                  | «Катанія»                | A                        | 25        | 0         | КІ                 | 1                  | 0                  | -                    | -                    | -                    | -             | -             | -             | 26     | 0      |
| 2010–11                  | «Катанія»                | A                        | 23        | 0         | КІ                 | 2                  | 0                  | -                    | -                    | -                    | -             | -             | -             | 25     | 0      |
| 2011-січ. 2012           | «Катанія»                | A                        | 8         | 0         | КІ                 | 2                  | 0                  | -                    | -                    | -                    | -             | -             | -             | 10     | 0      |
| січ.-черв. 2012          | «Реал Сарагоса»          | ПД                       | 15        | 0         | КІ                 | 0                  | 0                  | -                    | -                    | -                    | -             | -             | -             | 15     | 0      |
| 2012–13                  | «Катанія»                | A                        | 27        | 0         | КІ                 | 3                  | 0                  | -                    | -                    | -                    | -             | -             | -             | 30     | 0      |
| 2013–14                  | «Катанія»                | A                        | 18        | 0         | КІ                 | 0                  | 0                  | -                    | -                    | -                    | -             | -             | -             | 18     | 0      |
| Усього за «Катанію»      | Усього за «Катанію»      | Усього за «Катанію»      | 112       | 0         |                    | 12                 | 0                  |                      |                      |                      |               |               |               | 124    | 0      |
| Усього за кар'єру        | Усього за кар'єру        | Усього за кар'єру        | 218       | 2         |                    | 12                 | 0                  |                      | 3                    | 1                    |               |               |               | 233    | 3      |

## Титули і досягнення
- Чемпіон Аргентини (1):

«Естудьянтес»: Апертура 2006